# Rione
Rione (ital., Plural Rioni) bezeichnet in Italien eine gewachsene kommunale Unterteilung einer Stadt. Das Wort leitet sich von den lateinischen Regiones ab (siehe dazu Stadtgliederung Roms #Historische Stadtteile); Rom wurde ab dem 14. Jahrhundert in 12 Rioni unterteilt, später wurden es mehr (siehe dazu Stadtgliederung Roms #Rioni).
Heutzutage wird in Italien rione (dt. Stadtbezirk) oft synonym zum quartiere (dt. Stadtviertel) verwendet, obwohl historisch korrekt die Italiener als quartieri nur diejenigen Stadtviertel bezeichnen, die sich (als Viertel) durch die sich – meist rechtwinklig – kreuzenden zwei Hauptstraßen cardo und decumanus ergaben. Daher werden in Italien für bestimmte Stadtquartiere auch die Begriffe terziere (Unterteilung ursprünglich in „drei“ Ortsteile) und sestiere (Unterteilung ursprünglich in „sechs“ Ortsteile) verwendet.